# Eskišehir (provincie)
Eskišehirská provincie je tureckou provincií, nachází se v centrální Anatolii. Rozloha provincie činí 13 652 km², v roce 2010 zde žilo 764 584 obyvatel. Hlavním městem je Eskišehir. Nahází se zde dvě univerzity. Většinu obyvatel tvoří Turci.

## Administrativní členění

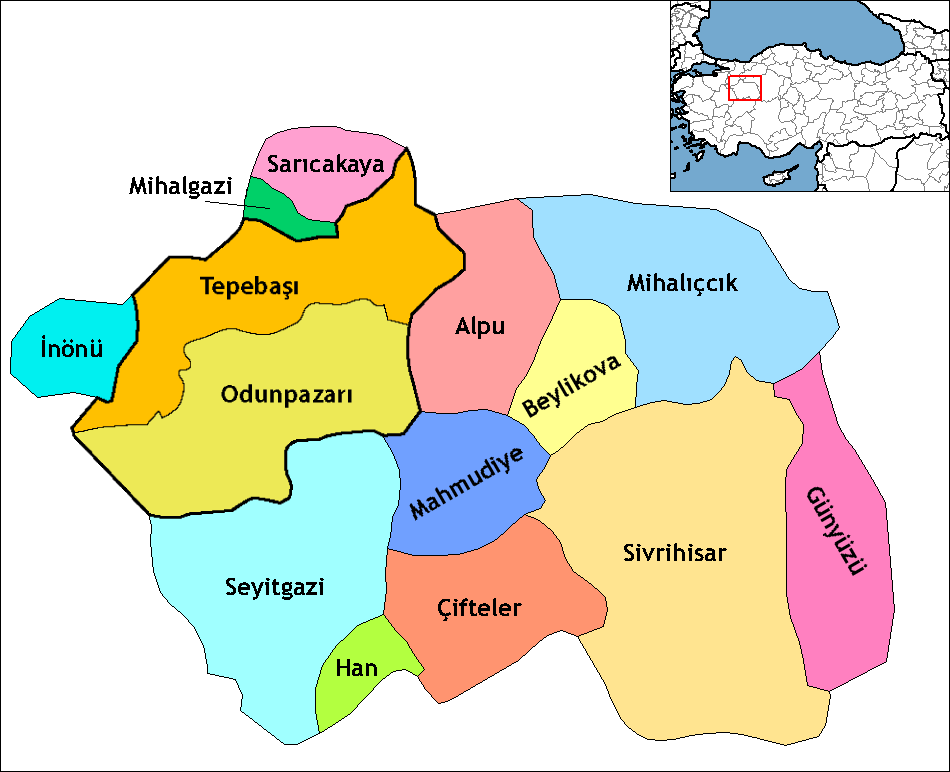
Administrativní členění

Eskişehirská provincie se administrativně člení na 14 distriktů, z nichž dva patří k aglomeraci Eskişehiru (tučně).
- Odunpazarı
- Tepebaşı
- Alpu
- Beylikova
- Çifteler
- Günyüzü
- Han
- İnönü
- Mahmudiye
- Mihalgazi
- Mihalıççık
- Sarıcakaya
- Seyitgazi
- Sivrihisar